# Marianne van der Heijden
Marianne Elizabeth Gertrudis van der Heijden (Kerkrade, 20 december 1922 – Maastricht, 26 mei 1998) was een Nederlands beeldend kunstenaar en gedurende haar hele leven werkzaam als mozaïekkunstenaar, schilder, glazenier en graficus.

## Leven en werk
Marianne van der Heijden werd in 1922 geboren in Kerkrade, waar ze opgroeide in een intellectueel, katholiek milieu, waar veel aandacht was voor muziek, kunst en literatuur. Haar vader Anton van der Heijden was werkzaam als hoofd van de overgangsklas aan het Bisschoppelijk College in Rolduc. Haar moeder, Elisabeth Hermanns, was afkomstig uit Eschweiler, een klein stadje vlak over de grens bij Kerkrade. Op de lagere school bleek Marianne een goede leerling te zijn, zodat haar ouders haar stimuleerden de H.B.S. te volgen. Ook die opleiding sloot ze – in 1940 – met hoge cijfers af. Aansluitend ging zij naar de Middelbare Kunstnijverheidsschool in Maastricht, waar ze kennismaakte met de eveneens uit Limburg afkomstige Pieter Defesche, Jef Diederen, Gène Eggen, Ger Lataster en Frans Nols. De opleiding was vooral gericht op de toegepaste kunsten zoals grafisch ontwerpen, wat voor haar niet voldoende was. Marianne wilde vrij kunstenaar worden en bij voorkeur schilderen. Die wens kwam in vervulling toen ze in 1945 in Amsterdam kon gaan studeren aan de Rijksakademie van beeldende kunsten, waar ze opnieuw klasgenoot werd van Diederen, Lataster en Nols, ditmaal in de tekenklas van Gé Röling. Ook Gène Eggen ontmoette ze weer in Amsterdam, met wie ze meer optrok dan met de andere Limburgers. Ze vonden elkaar in het geloof en namen beiden afstand van de levenswijze van de anderen, die zich – anders dan zij – in het Amsterdamse leven stortten. In het tweede jaar stapte ze met haar Limburgse studiegenoten over naar de klas van Heinrich Campendonk, die van grote invloed was op haar verdere ontwikkeling als beeldend kunstenaar. Wel had ze moeite met de voor haar gevoel eenzijdige nadruk die Campendonk legde op glas-in-lood- en mozaïekkunst en zijn pogingen om haar te interesseren voor textielkunst. Van der Heijden wilde ook schilderen en maakte buiten de academie om volop vrij werk. Daarbij liet zij zich inspireren door moderne kunstenaars, zoals Bonnard, Matisse en Picasso, waar ze in Amsterdam mee kennismaakte dankzij de tentoonstellingen die Willem Sandberg samenstelde in het Stedelijk Museum.
In 1950 werden de Limburgse studenten van de Rijksakademie uitgenodigd om te exposeren in het raadhuis van Heerlen. Defesche, Diederen, Lataster en Nols hadden inmiddels meerdere malen de Koninklijke Subsidie voor de Vrije Schilderkunst ontvangen, en golden als aanstormend talent. Van der Heijden twijfelde over deelname aan de tentoonstelling. Uit een brief blijkt dat zij niet altijd op haar gemak was in het gezelschap van haar collega-studenten, van wie ze zich zowel qua werk als qua levensstijl 'mijlenver' voelde afstaan. Bovendien wilde ze eigenlijk in alle rust werken en had ze niet de behoefte om met haar werk naar buiten te treden. Tevens merkte ze in de brief op dat zij zichzelf geen Limburgse kunstenaar voelde. Uiteindelijk nam ze toch deel aan de expositie. De recensent van het Limburgsch Dagblad was enthousiast en zag – in tegenstelling tot Van der Heijden zelf – een grote artistieke cohesie tussen de exposerende kunstenaars. De Volkskrant muntte de term Amsterdamse Limburgers voor de exposanten.
In hetzelfde jaar verhuisde Van der Heijden terug naar Kerkrade. Inmiddels had ze in haar nieuwe woonplaats meerdere opdrachten gekregen, waaronder die voor glas-in-loodramen in de Onze-Lieve-Vrouw van Lourdeskerk, en een gevelmozaïek voor de school naast de kerk. Ook nam ze deel aan een door de rijksoverheid uitgeschreven competitie voor een mozaïek aan de Sint-Pancratiuskerk in Heerlen, een dertiende-eeuws rijksmonument. In de commissie die de kunstenaars zou beoordelen zaten onder anderen museumdirecteur Edy de Wilde en kunstcriticus Jacobus Marie Prange. Tussendoor verbleef ze twee maanden in Frankrijk, in Les Molières, waar ze kon wonen en werken. Ze voorzag in haar inkomen door portretten te maken van dorpsgenoten. Regelmatig reisde ze naar het nabijgelegen Parijs om musea en kerken te bezoeken. Ze schreef: 'Ik heb die oude medailles en souvenirs van Musée Cluny haast verzwolgen. Ik heb op mijn kop gestaan voor de koptische weefsels en ik was gek van de negerkunst, maar eindelijk toen ik Bonnard, Suzanne Valadon en Matisse en Derain gezien had toen pas had ik het idee zo weer aan de slag te kunnen'.  Bij terugkomst in Nederland vernam ze dat de keuze op haar was gevallen om het ontwerp te maken voor het mozaïek aan de Sint-Pancratiuskerk, dat in 1954 wordt gerealiseerd. Toen in 1961 de kerk grondig werd verbouwd ging het mozaïek echter verloren.  
Van der Heijden behaalde met Harry op de Laak en Max Reneman in 1951 de eindstrijd om de Prix de Rome. De jury kon uiteindelijk geen keuze maken tussen Max Reneman en Van der Heijden. Aangezien het reglement van de Prix de Rome niet toestond om twee winnaars aan te wijzen werd de prijs niet uitgereikt, waarna het ministerie ook de bijbehorende reisbeurzen niet wilde uitbetalen. Het is om deze reden dat beide kunstenaars niet zijn opgenomen in het overzicht van Prix-de-Rome laureaten dat verscheen in 2008 en verzuimde dit in de historie van de prijs unieke voorval te vermelden. Dankzij een subsidie van de Italiaanse regering werden de twee toch in staat gesteld een studiereis naar dat land te maken. Begin 1953 verbleef Van der Heijden twee maanden in het Koninklijk Kunsthistorisch Instituut (Instituto Storico Olandese) in Rome, van waaruit ze musea en kerken in de stad en omgeving bezocht. Aansluitend reisde ze via Assisi, Siena en Florence naar Ravenna waar ze een maand in de leer ging bij professor Renato Signorini, een gelauwerd restaurateur van de mozaïeken in de stad, en professor aan de Academia di Belli Arti aldaar. Na terugkomst in Nederland werkte ze door aan bestaande opdrachten, en werd ze uitgenodigd het ontwerp te maken voor een groot mozaïek (vijftig vierkante meter) in de apsis van het Canisianum in Maastricht, dat in 1954-1956 werd gerealiseerd en lovend werd besproken in de landelijke pers. 
In 1956 nam Van der Heijden deel aan een expositie in het Stedelijk Museum Amsterdam, die werd georganiseerd door de Vereniging van Beoefenaars der Monumentale Kunsten, waar Marianne zich bij had aangesloten. Haar bijdrage bestond uit de sgraffito 'Kind met Engelbewaarder', die veel indruk maakte op de recensenten van de katholieke pers. Niettemin kreeg haar rol in de expositie slechts beperkte aandacht en vond haar kerkelijk georiënteerde kunst in de algemene kunstkritiek weinig gehoor. Dat gold niet voor de kerkelijke wereld die haar ruimschoots voorzag van grote kunstopdrachten. Zo vervaardigde Marianne in de periode 1954-1966 meerdere glas-in-loodramen, die werden uitgevoerd in de ateliers van Gerard Mesterom en Hubert Felix.
Vanaf de tweede helft van de jaren zestig experimenteerde Van der Heijden met diverse voor haar nieuwe technieken, waaronder textielapplicaties en achter-glas-schilderen, en kreeg ze de smaak te pakken van abstracte kunst. Het leverde haar de vrijheid op waar ze naar op zoek was. De uitkomst ervan is terug te zien in de vier grote abstracte monumentale mozaïeken die ze maakte in Sittard, Utrecht en Brunssum en het grote wandtapijt voor een basisschool in Maastricht. Vanaf toen werd het maken van vrij werk belangrijker voor haar dan het werken in opdracht. Marianne varieerde doorlopend met de door haar toegepaste technieken en kreeg steeds meer plezier in het maken van grafiek, waaronder monotypes en etsen, waar ze eerder een uitgesproken hekel aan zei te hebben ‘omdat er nog elementen van een reproductietechniek in waren’. Om die reden koos ze ervoor de etsplaat op dezelfde wijze te benaderen als het schilderdoek: zonder schets vooraf en direct op de drager. Haar werk werd speelser en liet de invloed zien die haar kennismaking met het werk van Cobra-kunstenaars, met name Pierre Aléchinsky, verraadt. 
Marianne kon leven van haar werk als vrij kunstenaar, en exposeerde vanaf 1979 drie tot vier keer per jaar. De aandacht voor haar werk beperkte zich aanvankelijk tot het zuiden van Nederland, maar na deelname aan een expositie van oud-leerlingen van Campendonk in de Zonnehof in Amersfoort kreeg het breder bekendheid. Zo was haar grafiek vanaf dan door het hele land terug te vinden in kunstuitlenen. 
In 1987 organiseerde de Jan van Eyckacademie in Maastricht de manifestatie ‘Art Paper’. De centrale tentoonstelling liet het werk zien van vijftien internationale kunstenaars waaronder Joël Fischer en Meret Oppenheim. Het inspireerde Marianne tot het gebruik van papier zelf als middel tot composities. Zo ontstond een reeks papiercollages die ze alle aanduidde als ‘Opus’ en vervolgens nummerde. 
Bij gelegenheid van een solotentoonstelling in Galerie Dis in Maastricht verscheen in 1990 de monografie Marianne van der Heijden: Van iconografische zekerheid naar innerlijk spreken. Auteur Willem K. Coumans beschreef daarin Marianne als een kunstenaar die zich had losgemaakt van haar aanvankelijke keuze voor katholiek geïnspireerd werk en zich vervolgens ontwikkelde tot een kunstenaar die ‘een reis naar binnen’ maakte. Vijf jaar later exposeerde Marianne opnieuw bij Galerie Dis; ditmaal met 33 pastels, die in de pers buitengewoon positief werden gerecenseerd. Het zou haar laatste tentoonstelling blijken te zijn.
Haar verslechterende gezondheid, waaronder het toenemend verlies van het zicht, belemmerden haar meer en meer, zodat ze vanaf 1997 niet meer toekwam aan het maken van kunstwerken. Wel begon ze in dezelfde periode beeldddagboeken samen te stellen, waarin ze met behulp van foto's, collages, tekeningen en tekst haar gevoelens aan het papier toevertrouwde. Haar laatste aantekeningen schreef ze in maart 1998. 26 mei van hetzelfde jaar overleed Marianne van der Heijden. 

## Bruno Borchert
In 1955 startte een briefwisseling tussen Marianne van der Heijden en Bruno Borchert, een pater karmeliet uit het Onze-Lieve-Vrouwe-klooster in Merkelbeek (nabij Brunssum), waar hij doceerde aan het kleinseminarie. Borchert was theoloog en een invloedrijk publicist over eigentijdse spiritualiteit en mystiek. Onduidelijk is hoe Marianne hem heeft leren kennen, maar hun correspondentie werd al snel openhartig. Er ontwikkelde zich dan ook een vriendschap die steeds intensiever werd. Uit de overgeleverde brieven blijkt dat Marianne daadwerkelijk verliefd werd, en deze liefde, na enige terughoudenheid van Bruno, wederzijds werd. Een nagenoeg onmogelijk situatie in het katholieke zuiden van die tijd. Niettemin zou de aanvankelijk heimelijke relatie met ups en downs standhouden tot de dood van Borchert in 1994. Borchert was behalve haar levenspartner ook een belangrijk klankbord voor de artistieke ontwikkeling van Van der Heijden, zodat zijn naam in haar biografie niet mag ontbreken. 

## Nalatenschap
Marianne van der Heijden maakte zich aan het eind van haar leven zorgen over de uiteindelijke bestemming van haar kunstwerken, haar dagboeken en haar intieme correspondentie met Bruno Borchert. In samenspraak met onder andere haar vriendin Maria Straathof besloot ze tot de oprichting van de Stichting Marianne van der Heijden/Bruno Borchert, die erfgenaam zou worden van haar totale nalatenschap. Tevens wees ze Straathof aan als executeur testamentair. In haar zoektocht naar een geschikte locatie om de collectie kunstwerken en het persoonlijk archief onder te brengen kwam Straathof in 2004 in contact met Rick Vercauteren, toenmalig directeur van Museum van Bommel van Dam in Venlo. Deze wilde meer aandacht schenken aan de Amsterdamse Limburgers, zodat hij de gemeente Venlo ervan kon overtuigen een schenking van de Collectie Marianne van der Heijden door de stichting aan het museum te accepteren. In 2009 werd de schenking officieel bekrachtigd. Vier jaar later toonde het museum een grote selectie uit het werk in een overzichtstentoonstelling, en verscheen de oeuvrecatalogus Collectie Marianne van der Heijden. Tegelijkertijd vond in het Bestuursgebouw van de Universiteit van Maastricht de tentoonstelling Collectie Marianne van der Heijden Expanded plaats. De exposities werden positief gerecenseerd in de regionale pers. Opvallend is de aandacht die Pulchri, het tijdschrift van de gelijknamige kunstenaarsvereniging in Den Haag aan de expositie wijdde. Auteur Wim van Cleef hekelde daarin het feit dat Marianne van der Heijden in de vergetelheid was geraakt, en wijdde dat aan de bewuste keuze van Van der Heijden zich nooit echt aan te sluiten bij een groep en zich ook nimmer exclusief tot één bepaalde artistieke stroming te bekennen. Ook sloot hij niet uit dat 'die vergetelheid ook een gevolg is van de verguizing van de Nederlandse monumentale kunstenaars uit de periode 1945-1970'. Daarmee was het beeld van de Nederlandse kunst naar zijn idee vertekend geraakt.
Werk van Marianne van der Heijden is ook opgenomen in de collecties van onder andere het Bonnefantenmuseum, Gemeentemuseum Roermond en Museum Catharijneconvent. De collectie in Van Bommel van Dam is on line te raadplegen: https://www.vanbommelvandam.nl/collectie/zoeken/kunstenaar-marianne-van-der-heijden-2

## Werken (selectie)
- mozaïeken voor de apsis en triomfboog (1953-1957) en glas-in-loodramen (1962) voor de kapel van het Canisianum in Maastricht (tegenwoordig studiezaal van de Universiteit Maastricht)
- raam met florale motieven (1954) voor een apotheek in Kerkrade
- figuratieve ramen (1956-1963) voor de Sint-Lambertuskerk in Kerkrade
- glas in lood (1956-1965) voor de kapel van het Sint-Jozefziekenhuis in Kerkrade
- sgrafitto van de Verrijzende Christus (1962) voor de Petrus en Pauluskerk in Eschweiler (Duitsland)
- glas in lood (1962) voor de Fatimakerk in Brunssum
- glas in lood (1963) voor het Canisianum in Maastricht
- mozaïek ‘Groei’ (1965), 240 x 200 centimeter voor Sint-Janscollege (Hoensbroek)[13][14]
- grafsteen van Theo de Beer, mozaïek van Marianne van der Heijden. kerkhof Allerheiligste Verlosser H. Petrus (Sint Pieter op de Berg)

## Afbeeldingen

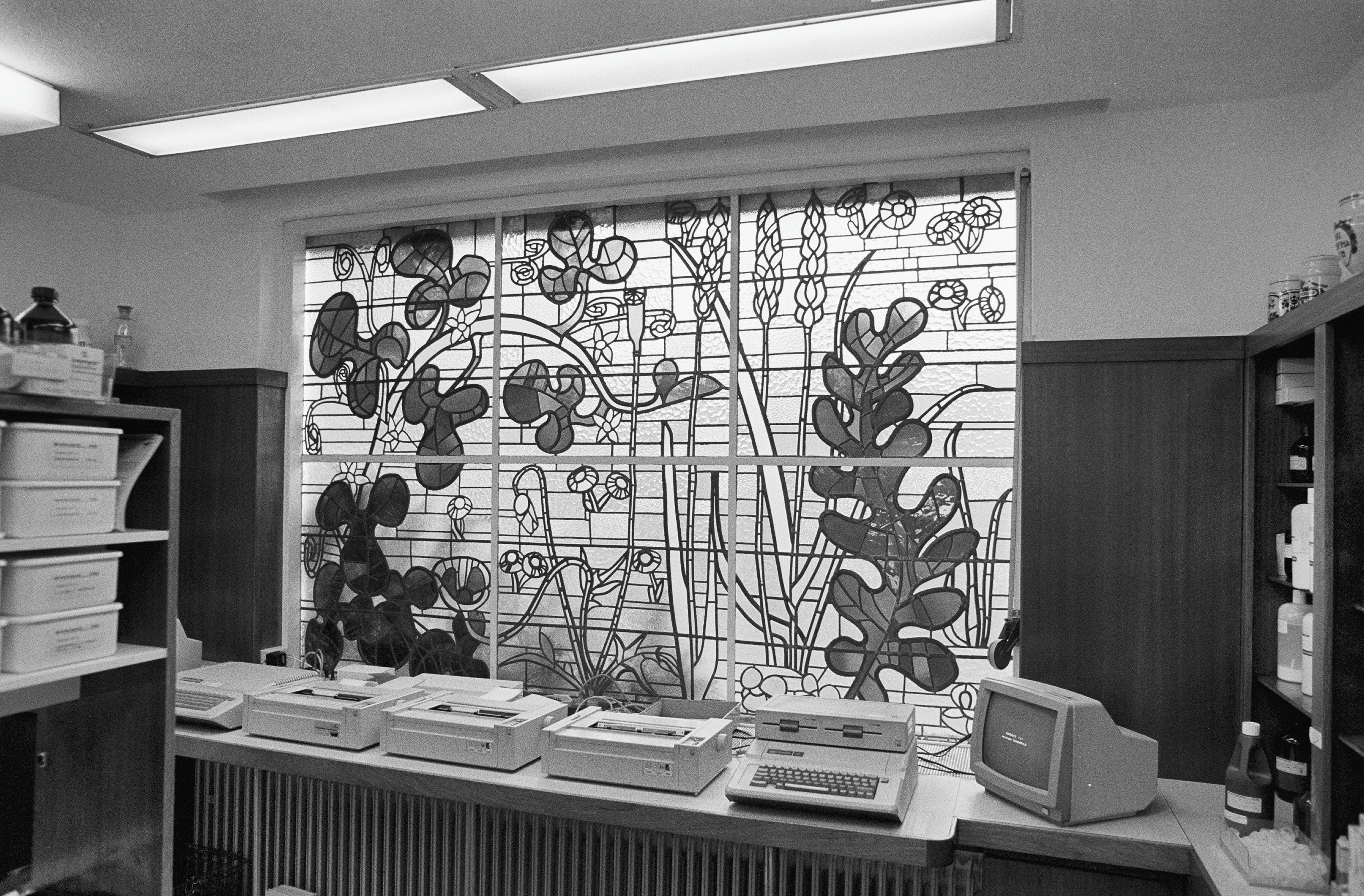
Apotheek, Kerkrade
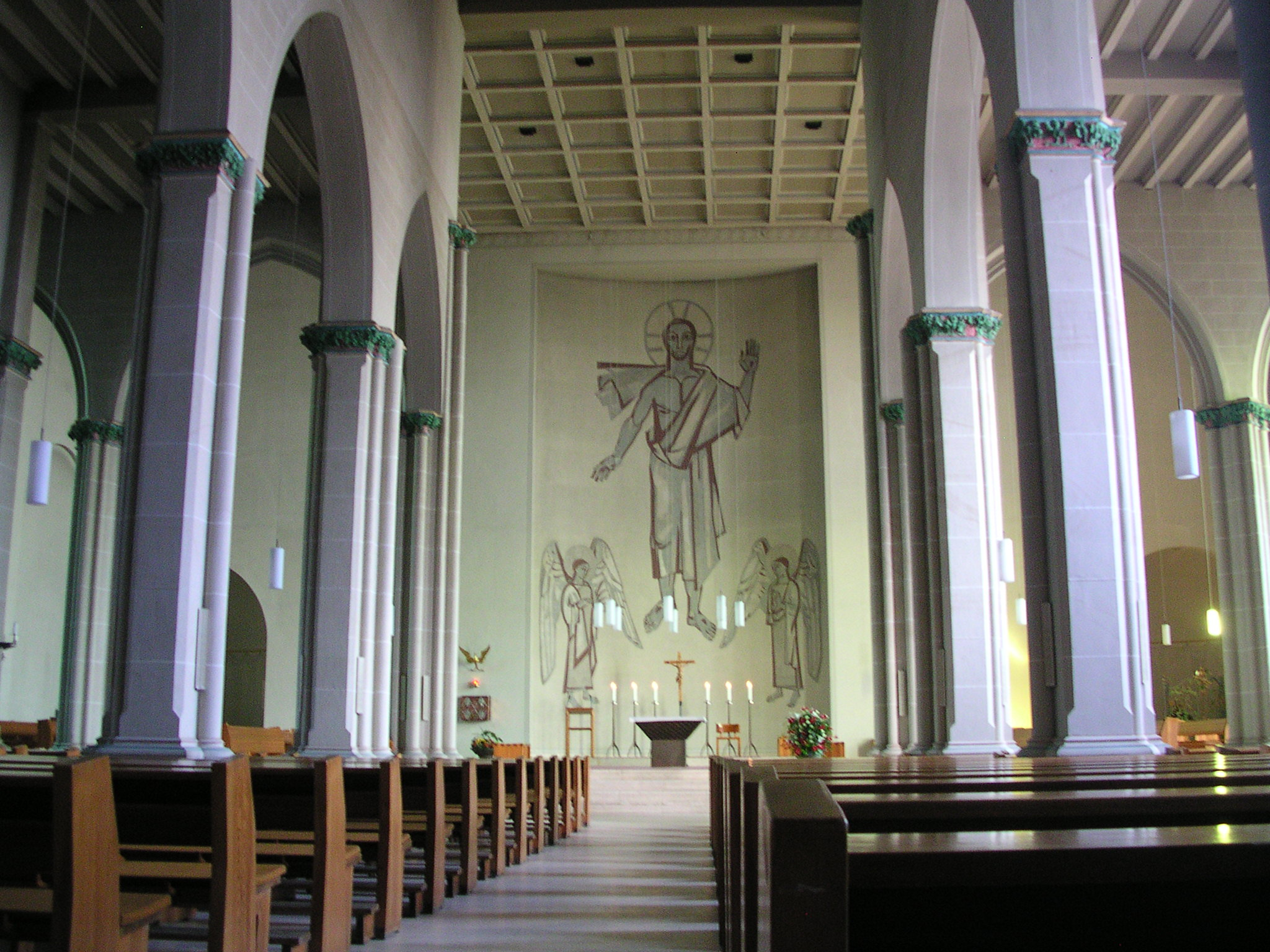
Sgrafitto van de opkomende Christus (1962), Eschweiler